# Фернандес Иглесиас, Алехандро
Алеха́ндро Ферна́ндес Игле́сиас (исп. Alejandro Fernández Iglesias), более известный как А́лекс Ферна́ндес (исп. Álex Fernández; 15 октября 1992, Алькала-де-Энарес) — испанский футболист, центральный полузащитник клуба «Кадис».

## Карьера
Начал заниматься футболом в юношеских командах «Алькалы». С 2005 года выступал за юношеские команды мадридского «Реала». В 2010 году тренер главной команды «Реала» Жозе Моуринью взял Алехандро вместе с ещё четырьмя футболистами академии клуба (Альваро Моратой, Хуанфраном, Тебаром и Начо) на сбор с основной командой в США. Дебютировал за «Реал» 5 августа 2010 года в товарищеском матче против «Америки» вместе со своим старшим братом Начо.
6 марта 2011 единственный раз сыграл в официальном матче за «Реал». В игре против «Расинга» вышел на замену на последней минуте.